# Aspidistra triloba
Aspidistra triloba är en sparrisväxtart som beskrevs av Fa Tsuan Wang och Kai Yung Lang. Aspidistra triloba ingår i släktet Aspidistra och familjen sparrisväxter. Inga underarter finns listade i Catalogue of Life.